# H3 (vuurwerk)
H3 is een pyrotechnische compositie die gebruikt wordt voor het liften en breken van shells.  De compositie bestaat uit 75% kaliumchloraat en 25% houtskool.
De compositie brandt heel snel, is vrij schokgevoelig en kan al ontsteken met een zwakke tik van een kleine hamer. Zij kan beter niet gebruikt worden voor het breken van heel grote shells.
Vanwege de schokgevoeligheid van de compositie moeten de houtskool en het kaliumchloraat gescheiden van elkaar eerst in een kogelmolen worden gemalen en daarna pas gemengd worden op een papieren vel (='diapeermethode')